# MV Killa
MV Killa, pseudonimo di Marcello Valerio (Napoli, 25 novembre 1995), è un rapper italiano.

## Biografia

### 2014-2018: gli inizi
Si avvicina al rap nel 2010, facendo il suo ingresso nel collettivo rap napoletano 365 MUV. 
Inizia la sua carriera con lo pseudonimo di MV, successivamente mutato in MV Young Killa fino ad arrivare all'attuale MV Killa. Il primo brano reperibile sul web di MV Killa è Educazione siberiana; il brano è l'esordio del rapper, risale al 2014 e vede la collaborazione di Lele Blade. Negli anni successivi produce altri brani accompagnati da video musicali che lo portano a diventare uno degli emergenti più talentuosi sul territorio campano. Nel 2017 pubblica i brani Nun o sann, Niente a vedè e Che fidat. Nello stesso anno partecipa con la 365 MUV a Semp fujenn e Day one, gli ultimi due brani prima di lasciare il collettivo. Nel 2018 MV Killa pubblica nuovi brani: Chi teng attuorn, Quann vuo, Na sera e Je song sono i titoli dei nuovi progetti pubblicati durante l'anno. Sempre nel 2018 MV Killa collabora con Vale Lambo in Nemici miei e con Lele Blade in Come sto viaggiando.

### 2019:Giovane killer
Nel 2019 MV Killa firma per BFM Music, etichetta indipendente fondata da Luchè, e fonda il collettivo SLF (acronimo di Siamo La Fam) insieme a Vale Lambo, Lele Blade, Yung Snapp e Niko Beatz. Il 1º febbraio 2019 esce il singolo Audemars in collaborazione con Yung Snapp e Samurai Jay, brano che anticipa il primo album in studio del giovane rapper napoletano. Successivamente partecipa al remix del brano Kalashnikov di Young Rame e prende parte al singolo di Dat Boi Dee Squilla ancora con Lele Blade. Il 25 giugno 2019 viene messo in vendita Giovane killer, il primo album di MV Killa, contenente 13 tracce e anticipato da altri due singoli nei due mesi precedenti l'uscita del disco, ovvero Siria e Chiu ngopp con Vale Lambo. Nel disco sono presenti anche Geolier, CoCo e Lele Blade. Verso la fine del 2019 esce l'album Emanuele di Geolier, all'interno del quale MV Killa prende parte al brano Amo ma chi t sap insieme a Gué Pequeno.

### 2020-presente:Hours, la collaborazione con Yung Snapp,FedeeFede II
Nel 2020 viene pubblicato il primo singolo della SLF, intitolato Squad, a cui partecipano MV Killa, Lele Blade, Yung Snapp e Vale Lambo. Nello stesso anno partecipa al singolo Mea muri tu di Vale Lambo e prende parte al disco Buongiorno di Gigi D'Alessio in due tracce. Il 21 maggio 2020, esce il singolo Bye bye, realizzato in collaborazione con Yung Snapp. L'11 dicembre successivo i due pubblicano un album in coppia, Hours, che contiene 14 tracce e vede le partecipazioni di Geolier, Psicologi, MadMan, CoCo, Enzo Dong, Vale Lambo e Lele Blade. Per la promozione del disco sono stati resi disponibili i singoli Sex Appeal, Stars, Intro / Comm e semp e Splash, quest'ultimo certificato disco d'oro dalla FIMI. Nel 2021 collabora con vari artisti tra cui Voga e Ackeejuice Rockers e nel 2022 fa uscire i singoli Somebody e No bodyguard. Nello stesso anno viene reso disponibile il primo mixtape del collettivo SLF chiamato We The Squad Vol.1, anticipato dai singoli Ready e Travesuras. Il 28 aprile 2023 viene reso disponibile il suo secondo album solista Fede, contenente il successo Rooftop con la collaborazione di Guè. Il 15 dicembre 2023 fa uscire la versione deluxe del suo album, chiamata Fede II, contenente anche il remix di Certificato, una traccia freestyle di due anni prima ora pubblicata anche su Spotify. Nello stesso anno partecipa al brano ATM di Yung Snapp, contenuto nell’album Hotel Montana e nel 2024 collabora con Vale Lambo nel brano TVB, contenuto nell'album di quest'ultimo.

## Discografia

### Da solista
Album in studio
- 2019 – Giovane killer
- 2020 – Hours (con Yung Snapp)
- 2023 – Fede

### Con la SLF
Album in studio
- 2022 – We The Squad, Vol. 1

Singoli
- 2020 – Squad
- 2021 – Ready (feat. Geolier)
- 2022 – Travesuras
- 2022 – Millionaire